# Campo do Monte (Abegondo)
Campo do Monte (llamada oficialmente O Campo do Monte) es una aldea española situada en la parroquia de Montouto, del municipio de Abegondo, en la provincia de La Coruña, Galicia.

## Demografía
| Gráfica de evolución demográfica de Campo do Monte entre 1999 y 2018 |
|                                                                      |
| Datos según el nomenclátor publicado por el INE.                     |